# Mått (matematik)

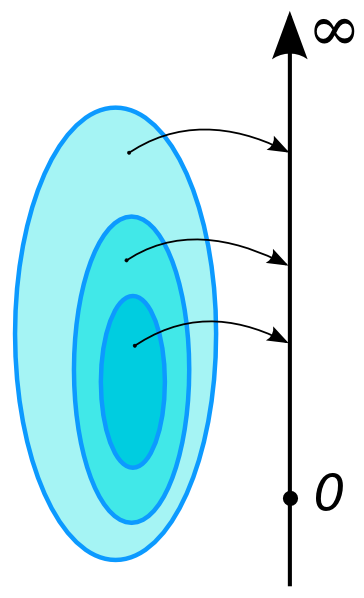
Informellt avbildar ett mått en mängd på ett positivt reellt tal, där delmängder avbildas till mindre tal.

Mått inom måtteorin är ett matematiskt begrepp som används för att ange ”storleken” på en mängd. Längd, area och volym är några exempel på vanliga mått. Begreppet är centralt för att på ett korrekt sätt kunna definiera integralen av en funktion på ett generellt sätt. Måtteori är ett mycket viktigt område inom matematisk analys och sannolikhetsteori.
Idéer för måtteori fanns i det antika Grekland, då Arkimedes ville fastställa det exakta värdet på cirkelns område. Men måtteori är en 1900-talsuppfinning. Pionjärerna inom måtteori är Henri Lebesgue, Georg Cantor, Émile Borel, Constantin Carathéodory och Alfred Haar. Henri Lebesgue utvecklade det revolutionerande Lebesguemåttet och Lebesgueintegralen i {\displaystyle \mathbb {R} ^{n}}. Georg Cantor och Émile Borel identifierade senare mätbara mängder och Borelmängder. Constantin Carathéodory definierade yttre mått och Carathéodorys konstruktion. Alfred Haar är känd för Haarmåttet, ett koncept som liknar Lebesguemåttet i topologiska grupper.

## Bakgrund

### Har alla föremål en volym?
Huvudartikel: Mätbara mängder.
Volymen av en kub kan definieras som produkten av höjden, bredden och djupet. Med hjälp av geometrin kan en volym tilldelas sfärer, pyramider och andra former. Men går det att tilldela en volym till alla föremål i tre dimensioner? En sådan funktion, Volym(x), måste (minst) ha följande egenskaper:
1. Om x och y är två ej överlappande föremål så är 
Volym(x och y) = Volym(x) + Volym(y)
2. Ett föremål som roteras och förflyttas behåller samma volym.
3. Volymen av ingenting är 0.
4. Volymen är alltid större än eller lika med 0, men kan vara oändlig.
5. Volymen av en 1 × 1 × 1-kub är 1.

Tyvärr visar det sig att det är omöjligt att hitta en definition på volym som uppfyller dessa krav. Kraven är logiskt självmotsägande. Lösningen blir att kalla vissa föremål för mätbara och vissa, mycket konstiga, föremål för icke mätbara och nöja sig med att kunna tilldela en volym till de mätbara föremålen.
Om det första kravet skärps till att även gälla uppräkneligt många kombinationer av föremål (vilket nästan alltid görs i matematiken) går det heller inte att definiera yta och längd i 2 respektive 1 dimension. Detta är bakgrunden till måtteorin, den gren av matematiken som specificerar hur längd, yta och volym kan mätas för godtyckliga föremål på ett tillfredsställande sätt.

### Banach-Tarskis paradox

Ett klot kan faktiskt med bara fem bitar pusslas ihop till två stycken klot identiska med det första!

Banach och Tarski visade i en artikel publicerad 1924 följande resultat, av många betraktat som mycket förvånande:
| ” | För alla par av tredimensionella föremål A och B går det att dela upp A i ett visst antal (n stycken) bitar och genom att rotera och flytta dessa bitar bilda B (utan hål). | „ |

Satsen säger till exempel att en ärta kan delas i ändligt många bitar som kan pusslas ihop till ett (solitt) jordklot. Detta brukar kallas Banach-Tarskis paradox. Lösningen ligger i att ”bitarna” kommer att vara så väldigt komplicerade att det inte går att definiera deras volym på ett vettigt sätt. Bitarna har bland annat den egenskapen att deras volym förändras när de roteras.

### Konstruktion av mått
Istället för att släppa på något av kraven ovan, brukar problemet lösas genom att ett mått bara definieras på en samling mätbara mängder. Det visar sig att denna samling kan göras mycket stor, innefattandes i stort sett alla mängder som matematiker kommer i kontakt med. 
Själva konstruktionen består i att måttet definieras för vissa enkla mängder, med vilka alla mängder kan täckas över. Ett exempel på enkla mängder är alla halvöppna intervall {\displaystyle (a_{i},b_{i}]}, som vardera ges måttet {\displaystyle b_{i}-a_{i}}. Måttet för en mängd är den minsta summan av måtten för alla enkla mängder som behövs för att täcka hela mängden. Mer formellt kallas detta ett yttre mått, som definieras för alla delmängder. Detta uppfyller inte alla krav för ett mått. Med hjälp av det yttre måttet kan mätbarhet definieras och man kan visa att det yttre måttet i själva verket är ett mått för dessa mätbara mängder.

## Formell definition
Ett mått, {\displaystyle \mu \,}, är formellt en funktion definierad på en σ-algebra {\displaystyle {\mathcal {F}}} över en mängd {\displaystyle X\,} med värdemängd i {\displaystyle [0,\infty ]} (se utökade reella tallinjen) som uppfyller följande:
- Icke-negativitet: ingen mängd har negativt mått:

{\displaystyle \mu (A)\geq 0}
för alla {\displaystyle A\in {\mathcal {F}}};
- Tomma mängden har måttet noll:

{\displaystyle \mu (\varnothing )=0;}
- Uppräkneligt additivitet eller σ-additivitet: om {\displaystyle A_{1}\,}, {\displaystyle A_{2}\,},  {\displaystyle A_{3}\,}, ... är en uppräknelig följd av parvis disjunkta mängder i {\displaystyle {\mathcal {F}}}, så gäller

{\displaystyle \mu \left(\bigcup _{i=1}^{\infty }A_{i}\right)=\sum _{i=1}^{\infty }\mu (A_{i}).}
Medlemmarna i {\displaystyle {\mathcal {F}}} kallas mätbara mängder och trippeln {\displaystyle (X,{\mathcal {F}},\mu )} kallas måttrum.

## Egenskaper
Flera egenskaper kan härledas från definitionen på uppräkneligt additivt mått. Bland annat flera satser med gränsvärden av mått som visar sig användbara vid definitionen av Lebesgueintegralen.

## Enkla mått
Huvudartiklar: Diracmått och Räknemått
Diracmåttet är det enklast tänkbara måttet. Det koncentrerar sig bara på om en enda punkt finns i mängden eller ej. Å andra sidan är Diracmåttet viktigt inom funktionalanalys, specifikt distributionsteorin.
Räknemåttet, som är en summa av Diracmått, är ett enkelt mått som är lika med antalet element för mängden. Detta måttet har också tillämpningar i serieteori.

## Mätbarhet
Huvudartiklar: Mätbarhet och Konstruktion av en icke-mätbar mängd.
Det är inte självklart vilka mängder man väljer som mätbara. Till exempel med Diracmåttet och räknemåttet är det naturligt att välja alla mängder som mätbara mängder. Å andra sidan finns det för de flesta mått, till exempel Lebesguemåttet, icke-mätbara mängder, som inte är möjliga att mäta på ett rimligt sätt. Därför måste man analysera mätbarheten för mängder, dvs vilka mängder som är möjliga att mäta.
Existensen av mängder i euklidiska rum som inte går att mäta med Lebesguemåttet (längd, area, volym) beror helt på om man accepterar urvalsaxiomet eller inte. Alla bevis som visar på en existens av en icke mätbar mängd måste använda sig av detta. Idag använder sig alla matematiker av detta axiom, så gott som utan undantag. Urvalsaxiomet säger att givet en stor samling mängder går det att välja exakt ett element ur var och en av dessa mängder. Det kan tyckas trivialt, men om samlingen är mycket stor får det icke-triviala följder som nämnts ovan.

## Integration
Med måttstrukturen kan man definiera storleken för mängder. Å andra sidan man kan också analysera "storleken" på mätbara funktioner med hjälp av måttstrukturen, eftersom måttet alltid definierar en integral med Lebesgues definition. Den här integralen, som kallas måttintegralen, är viktig eftersom alla mått definierar en måttintegral, dvs för måttet
{\displaystyle \mu \Rightarrow \int d\mu .}

## Tillämpningar
Det finns många tillämpningar av måtteori inom matematik.

Geometrisk måtteori är viktig inom teoretisk fraktalgeometri.

### Geometri
Abram Samoilovitch Besicovitch och Herbert Federer grundade geometrisk måtteori  för undersökning av geometrisk struktur av mängder och mått med måtteori. Nuförtiden undersöker geometrisk måtteori begrepp som är antingen av fraktal eller slät karaktär. Det viktigaste mått som man använder här är Hausdorffmåttet. 
Man undersöker begrepp med fraktal karaktär med hjälp av en fraktaldimension, Hausdorffdimension, vilken säger mer om en rad fina strukturer av mängder än exempelvis en traditionell dimension. Det definieras med hjälp av Hausdorffmåttet. Dessutom undersöker man begrepp med slät karaktär med hjälp av begreppet rektifierbarhet. Det är ett koncept som generaliserar de differentialgeometriska begreppen mångfalder och differentialformer så att de är ”släta” nästan överallt. Man definierar rektifierbara mängder och rektifierbara strömmar med hjälp av Hausdorffmåttet.

### Sannolikhet
Måtteori revolutionerade sannolikhetsberäkning. Andrej Kolmogorov utvecklade axiom för sannolikhet. Han definierade sannolikhetsrummet så att sannolikhet är ett mått och händelser är en sigma-algebra. Idag kallas sannolikhetsräknande med teoretiska aspekter sannolikhetsteori.
Sannolikhetsteori är huvudsakligen samma teori som måtteori med ändligt mått eftersom varje ändligt mått är, efter normering, ett sannolikhetsmått. Mer precist, om {\displaystyle (X,{\mathcal {F}},\mu )} är ett måttrum där måttet är ändligt, dvs {\displaystyle \mu (X)<\infty }, kan man definiera ett sannolikhetsmått {\displaystyle \mathbb {P} _{\mu }:{\mathcal {F}}\longrightarrow [0,1]},
{\displaystyle \mathbb {P} _{\mu }(A):={\frac {\mu (A)}{\mu (X)}}.}
Det geometriska sannolikhetsrummet för måttet {\displaystyle \mu \,} är en trippel {\displaystyle (X,{\mathcal {F}},\mathbb {P} _{\mu })}.

### Funktionalanalys
Radonmått är ganska lika linjära funktionaler. Med Riesz-Markovs sats kan man karakterisera varje Radonmått med måttintegraler. Mer precist, {\displaystyle F:C_{c}(X)\rightarrow \mathbb {R} } är en positiv linjär funktional om och endast om det finns ett Radonmått {\displaystyle \mu _{F}:{\mbox{Bor}}\,X\rightarrow [0,\infty ]\,} så att man kan representera varje {\displaystyle F\,} med hjälp av Radonmåttet {\displaystyle \mu _{F}\,}. Detta innebär
{\displaystyle F(f)=\int f\,d\mu _{F}}
för alla {\displaystyle f\in C_{c}(X)\,}. 
Därför kallas man ofta positiva linjära funktionaler Radonmått inom funktionalanalys. Så att också positiva linjära funktionaler har alla naturliga egenskaper hos mått, sigma-additivitet, subadditivitet, monotonicitet och konvergenssatser.

## Typer av mått
Det finns många typer av mått:
Mängdteoretiska mått; dessa mått använder bara mängders egenskaper:
- Ett mått är ett fullständigt mått om varje delmängd av en nollmängd är mätbar.
- Ett mått är ett bildmått om man det är en bild av ett annat mått i en mätbara avbildning.
- Ett mått är ett produktmått om det är en produkt av andra mått.

Topologiska mått; de här måttens egenskaper har ett samband med en topologisk struktur i måttrummet:
- Ett mått är ett Borelmått om varje Borelmängd är mätbar.
- Ett Borelmått är ett Radonmått om vi kan approximera Borelmängder med kompakta och öppna mängder.

Algebraiska mått; dessa mått använder den algebraiska konstruktionen:
- Ett Radonmått är ett Haarmått om det är volyminvariant, dvs om vi förflyttar mängder ändras inte måttet.
- Ett Radonmått är ett tangentmått om det approximerar andra mått i en punkt såsom tangenter approximerar funktioner.

Metriska mått; dessa mått använder den metriska strukturen:
- Ett Borelmått är ett Carlesonmått om vi kan mäta en intuitiv volym för rander.
- Ett Radonmått är ett Ahlfors-regelbundet mått om vi kan mäta bollen såsom Lebesguemått.

## Exempel på mått
Det finns många klassiska konstruktioner för mått. Följande mått är ofta använda inom måtteorin.

### Längd, area och volym
Huvudartiklar: Lebesguemått och Hausdorffmått
Den väsentliga motivationen för namnet mått är att mäta intuitiva längder, areor eller volymer hos mängder. Det finns några klassiska mått som gör just det.
Lebesguemåttet är det första måttet i måtteori som motsvarar den allmänna uppfattningen om vad längd, area och volym innebär. Det är definierat i {\displaystyle \mathbb {R} ^{n}} med hjälp av geometriska måttet för rätblock. Det är också en måtteoretisk utvidgning för Jordanmåttet, som trots sitt namn inte är ett mått. Lebesguemåttet har samma värde som Borelmåttet för alla Borelmängder, som är de uppräkeliga unionerna av öppna mängder och deras komplement. Lebesguemått är definierat för flera mängd än Borelmängderna.
Hausdorffmåttet är ett modernare mått än Lebesguemåttet. Hausdorffmåttet kan även mäta längd, area och volym för mångfalder, vilket inte Lebesguemåttet kan. Dessutom är det med Hausdorffmåttet möjligt att definiera Hausdorffdimensionen, som är viktig inom fraktalgeometri. Därför grundar sig hela geometriska måtteorin på Hausdorffmåttet. Hausdorffmåttet är definierat i allmänna metriska rum.

### Speciella mått
Huvudartiklar: Vridningsinvariant mått, Grassmannmått och Favardmått
Det finns också många speciella mått som inte nödvändigtvis kan tolkas som en längd, area eller volym.
Ett vridningsinvariant mått är Haarmått i en ortogonalgrupp som bevarar vridningar. Eftersom ortogonalgrupper är matrisgrupper så mäter vridningsinvarianta mått ”matrismängder”.
Grassmannmåttet, som är ett bildmått av ett vridningsinvariant mått, mäter ”delrumsmängder” i Grassmannmångfalder. Det är också ”rotations”-invariant eftersom vridningsinvarianta mått är Haarmått.
Favardmåttet är definierat med hjälp av måttintegralen med avseende på Grassmannmåttet. Det är ett viktigt mått för rektifierbara mängder.